# 希栢利神殿

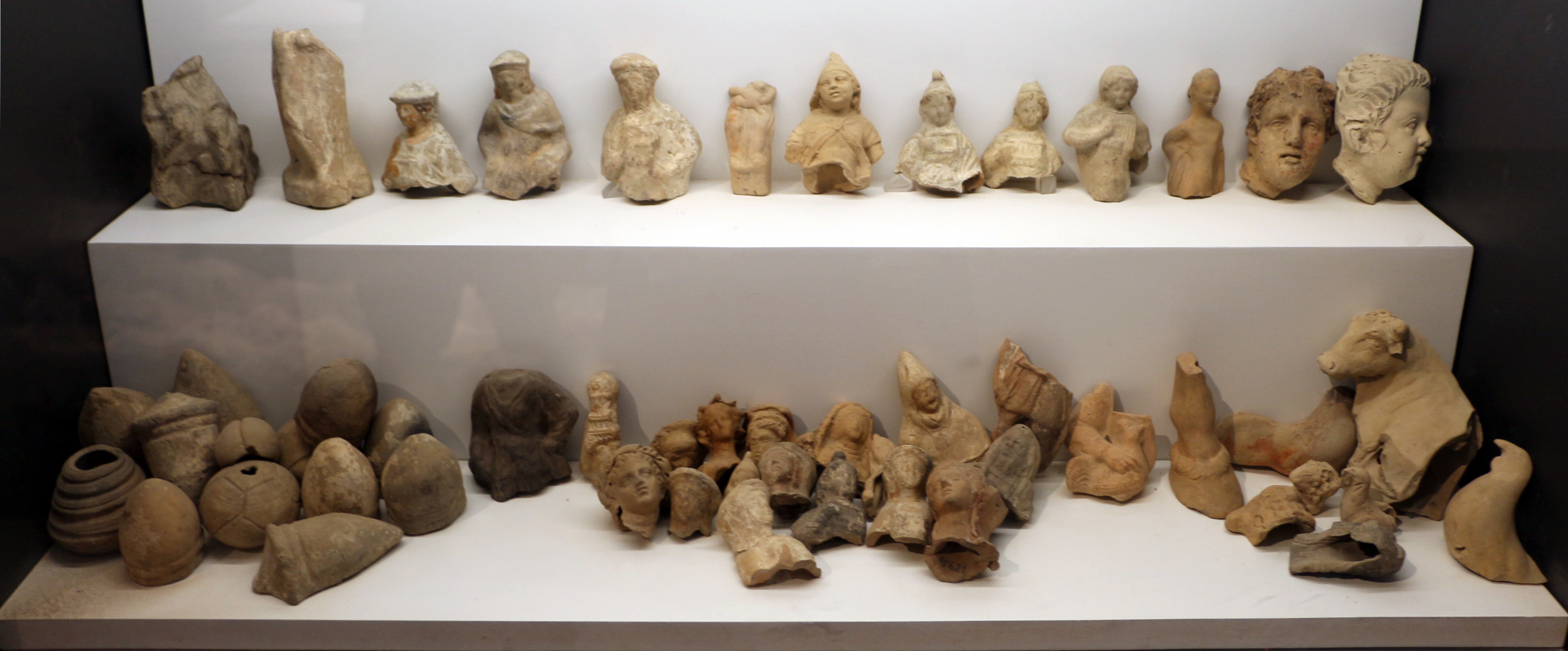

希栢利神殿（Temple of Cybele）是羅馬第一座和最重要的一座库柏勒神殿。這座神殿啟用於西元前191年4月11日，位於巴拉丁諾山西坡。神殿長33.18公尺，寬17.10公尺。神殿一直使用至4世紀後期，在394年因狄奧多西一世迫害異教徒的命令而被廢除。